# Juan, como si nada hubiera sucedido
Juan, como si nada hubiera sucedido es una película argentina-alemana federal dirigida por Carlos Echeverría, con textos de Osvaldo Bayer y Carlos Echeverría. Se trata de una investigación documental realizada entre 1984 y 1987, sobre la detención-desaparición de Juan Marcos Herman en la ciudad de Bariloche durante la última dictadura. En Argentina recién pudo ser estrenada en 2005, casi 20 años después de realizada. El caso de Juan Herman es uno de los casos de antisemitismo que caracterizó a la dictadura militar argentina. La película fue utilizada como prueba en el juicio por crímenes de lesa humanidad cometidos en el centro clandestina de detención El Club Atlético.
En una encuesta de 2022 de las 100 mejores películas del cine argentino, la película alcanzó el puesto 7.

## Sinopsis
El film, realizado en blanco y negro, muestra al periodista barilochense Esteban Buch, entrevistando a las personas a testigos de su desaparición y detención, así como a las personas que debieron haber estado involucradas en el delito, entre ellas los militares y funcionarios que tenían el poder en Bariloche en ese momento.
A partir del testimonio de un sobreviviente del centro clandestino de detención El Club Atlético, ubicado en Buenos Aires, que compartió la celda con Herman durante 20 días, la película va entrevistando a los militares y funcionarios de la dictadura, los mismos que la causa judicial sostenía que eran inhallables, para cerrar la misma. Los testimonios permiten ver a los autores respondiendo de manera espontánea, exponiendo contradicciones y justificaciones, muchas veces con evidente cinismo y confianza en que nunca serían juzgados por esos crímenes.
La película registra al final los momentos de la sublevación militar de Semana Santa de 1987 y el momento en que el presidente Raúl Alfonsín anuncia la sanción de la ley de Obediencia debida que garantizó la impunidad de la mayor parte de los autores de crímenes de lesa humanidad, entre ellos los registrados en el film.

## Circunstancias

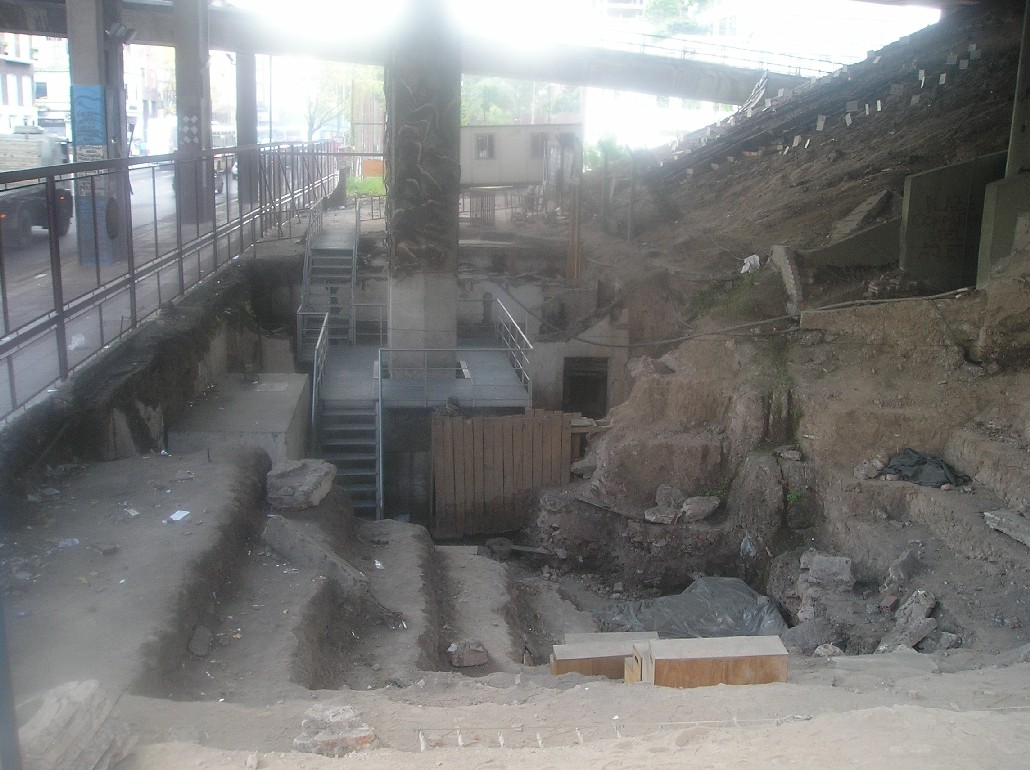
Ruinas descubiertas del centro clandestino de detención El Club Atlético, en la ciudad de Buenos Aires, donde fue visto con vida por última vez Juan Herman.

La película fue realizada en un momento en el que la continuidad de la democracia no estaba asegurada debido a la presión de los poderes fácticos. Debido a ello nadie se animó a estrenar el film comercialmente, con excepción del canal 10 de televisión de la provincia de Tucumán en 1988. Como consecuencia de ello, al presentador Rogelio Parolo le dinamitaron la casa a los pocos días.

Yo no sé si había una democracia, pero había mucho miedo y se notaba mucho miedo, también en la dirigencia política. En ese sentido, la búsqueda era de una verdadera democracia. Yo noté que la película se valoró bastante por el hecho de enfrentar el propio miedo que también teníamos. Para superar ese miedo me construí una especie de Estado abstracto de garantía constitucional que por el miedo que después me transmitía la gente desde las salas como espectadores me daba cuenta de que no existía.
Carlos Echeverría

En 2005 las leyes de impunidad fueron dejadas sin efecto y los juicios por crímenes de lesa humanidad cometidos durante la dictadura fueron reabiertos. Pese a ello la causa por la que tramitó el secuestro de Juan Herman en Bariloche no había sido reabierta, al menos hasta 2013.
Pero si fue reabierta la causa n.º 1824, relacionada con la detención ilegal, las torturas y la desaparición de Juan Herman y otros desaparecidos en el Club Atlético. En la misma se dictó sentencia el 15 de junio de 2012, resultando condenados en la misma Pedro Santiago Godoy y Alfredo Omar Feito. Entre otras pruebas, los jueces se basaron en la película Juan, como si nada hubiera sucedido.